# Sophie & Magaly
Sophie & Magaly è stato un duo musicale francese attivo nei primi anni 1980, composto dalle sorelle gemelle Sophie Gilles (Neuilly-sur-Seine, 24 agosto 1962 - Hyères, 27 febbraio 2019) e Magaly Gilles (Neuilly-sur-Seine, 24 agosto 1962 - Tolone, 2 aprile 1996).

## Carriera
Hanno rappresentato il Lussemburgo all'Eurovision Song Contest 1980 con la canzone Papa pingouin; il brano (primo singolo del duo) si classificò al 9º posto nella manifestazione canora paneuropea e ne furono vendute un milione di copie.
Il loro secondo singolo, Arlequin, non ottenne lo stesso successo e il produttore Ralph Siegel non rinnovò il loro contratto.
L'editore e produttore Charles Talar diede una seconda possibilità al duo nel 1981, ma i singoli Toi e Les nanas de Zorro non ebbero seguito, decretando la fine della carriera musicale delle gemelle Gilles nel 1982.
Verso la fine degli anni 1980 Magaly divenne sieropositiva al virus dell'HIV, che la portò alla morte nel 1996. A causa della prematura dipartita della sorella, Sophie cadde in uno stato di profonda depressione, ritirandosi a vita privata nel sud della Francia, dove ha vissuto fino alla sua morte nel 2019.

## Discografia

### Singoli
- Papa pingouin (1980)
- Arlequin (1980)
- Toi (1981)
- Les Nanas de Zorro (1981)